# The Sugarhill Gang
 The Sugarhill Gang is een Amerikaans hiphop-trio, dat het meest bekend raakte van Rapper's Delight, de eerste rap-single die een commercieel succes werd. De Sugarhill Gang werd ontdekt door Sylvia Robinson (die samen met haar echtgenoot Joe Robinson ook de platenmaatschappij Sugar Hill Records oprichtte) en bestond uit Wonder Mike, Big Bank Hank, en Master Gee.
De single Rapper's Delight was een wereldwijde hit in 1979 en 1980 en haalde in de Top 40 de nummer 1-positie. In de Nationale Hitparade kwam het tot nummer 2. Na deze hit scoorde de groep geen hits meer, maar de hitpotentie van hiphop was definitief aangetoond.
In 2009 scoren ze opnieuw met de Lala Song. Deze track is in de lente van 2009 de nieuwe single van Bob Sinclar waarvoor hij de Sugarhill Gang vroeg voor het inzingen van de lyrics.
Op 11 november 2014 overleed oprichter Big Bank Hank.

## Discografie

### Albums
| Album met eventuele hitnotering(en) in de Nederlandse Album Top 100 | Datum van verschijnen | Datum van binnenkomst | Hoogste positie | Aantal weken | Opmerkingen |
| ------------------------------------------------------------------- | --------------------- | --------------------- | --------------- | ------------ | ----------- |
| Sugarhill gang                                                      | 1980                  | 01-03-1980            | 17              | 5            |             |

### Singles
| Single met eventuele hitnotering(en) in de Nederlandse Top 40 | Datum van verschijnen | Datum van binnenkomst | Hoogste positie | Aantal weken | Opmerkingen                                  |
| ------------------------------------------------------------- | --------------------- | --------------------- | --------------- | ------------ | -------------------------------------------- |
| Rapper's delight                                              | 1979                  | 15-12-1979            | 1(3wk)          | 14           | Nr. 2 in de Single Top 100                   |
| Rapper's delight (Re-Mix)                                     | 1989                  | 09-11-1989            | 23              | 4            | Nr. 22 in de Single Top 100                  |
| Lala song                                                     | 2009                  | 09-05-2009            | 5               | 11           | met Bob Sinclar / Nr. 7 in de Single Top 100 |

| Single met hitnotering(en) in de Vlaamse Ultratop 50 | Datum van verschijnen | Datum van binnenkomst | Hoogste positie | Aantal weken | Opmerkingen                                  |
| ---------------------------------------------------- | --------------------- | --------------------- | --------------- | ------------ | -------------------------------------------- |
| Rapper's delight                                     | 1980                  | 05-01-1980            | 2               | 12           | Nr. 3 in de Radio 2 Top 30                   |
| Apache                                               | 1982                  | 15-05-1982            | 33              | 1            | Nr. 23 in de Radio 2 Top 30                  |
| Rapper's delight (Re-Mix)                            | 1989                  | 07-10-1989            | 38              | 3            |                                              |
| Lala song                                            | 2009                  | 25-04-2009            | 9               | 12           | met Bob Sinclar / Nr. 3 in de Radio 2 Top 30 |

### NPO Radio 2 Top 2000
| Nummer met noteringen in de NPO Radio 2 Top 2000 | '06  | '07  | '08-'10 | '11  | '12  | '13  | '14  | '15  | '16  | '17  | '18  | '19  | '20  | '21  | '22  | '23  | '24  |
| ------------------------------------------------ | ---- | ---- | ------- | ---- | ---- | ---- | ---- | ---- | ---- | ---- | ---- | ---- | ---- | ---- | ---- | ---- | ---- |
| Rapper's Delight                                 | 1795 | 1886 | -       | 1725 | 1589 | 1267 | 1360 | 1479 | 1585 | 1624 | 1684 | 1296 | 1171 | 1396 | 1632 | 1549 | 1715 |

1. ↑  Een '-' betekent dat het nummer niet was genoteerd en een vetgedrukt getal geeft de hoogste notering aan.
2. ↑  2006 was het eerste jaar met een notering voor dit nummer.